# 세교도서관
세교도서관은 경기도 평택시에 있는 도서관이다.

## 연혁
- 2018.02.10 착공
- 2018.03.25 준공
- 2018.03.28 개관

## 시설 현황
- 2층: 종합자료실
- 1층: 시청각실, 문화강좌실, 어린이자료실, 도토리방(영유아방)

## 이용 안내
이용 시간
- 화~금요일 10:00 ~ 19:00 / 토~일일 09:00 ~ 18:00

휴관일
- 매주 월요일
- 법정 공휴일
- 기타 관장이 부득이하게 필요하다고 인정하는 날